# Соковикова, Лариса Васильевна
Лари́са Васи́льевна Соковико́ва ― российская бурятская оперная певица, Заслуженная артистка Республики Бурятия (2006), солистка Бурятского государственного академического театра оперы и балета имени Народного артиста СССР Г. Ц. Цыдынжапова.

## Биография
Лариса Васильевна Соковикова родилась 23 апреля 1983 года  в городе Улан-Удэ, Бурятская АССР, РСФСР.
После завершения учёбы в средней школе поступила в Улан-Удэнский музыкального колледж имени Петра Ильича Чайковского по специальности «артистка хора и ансамбля», окончила колледж в 1994 году.
В том же году начала служение  артисткой хора в состав оперной труппы Бурятского государственного академического театра оперы и балета имени Народного артиста СССР Гомбожапа Цыдынжапова.
Также в 1994 году Соковикова поступила в Восточно-Сибирскую государственную академию культуры и искусств на специальность «академическое пение».
В 1999 году по завершении обучения Ларисе Соковиковой была присвоена квалификация оперного и концертно-камерного певца, преподавателя. В год окончания академии певица становится солисткой Бурятского театра оперы и балета. 
Исполняла такие партии, как: Иоланта («Иоланта», Пётр Чайковский), Татьяна, Ларина («Евгений Онегин», Петр Чайковский), Микаэла («Кармен», Жорж Бизе), Парася («Сорочинская ярмарка», Модест Мусоргский), Ксения («Борис Годунов», Модест Мусоргский), Волхова, Скоморох («Садко»), Марфа («Царская невеста»), Баба («Ночь перед рождеством», Николай Римский-Корсаков) и многие другие.
Артистка пела и для детской аудитории, исполняла партии Насти в опере Максима Дунаевского «Аленький цветочек», Красная шапочки, Принцессы, Мыши, и Кошка в «Путешествие в сказку» А. Кулешова.
В течение двух театральных сезонов с 2011 по 2013 год работу солистки оперы она совмещала с административной деятельностью заведующей оперной труппой солистов театра. В настоящее время преподаёт вокал на музыкально-художественном факультете Бурятского республиканского педагогического колледжа.
За большой вклад в развитии бурятского оперного искусства Лариса Васильевна Соковикова в 2006 году была удостоена почётного звания «Заслуженная артистка Республики Бурятия».